# Hanny
Hanny, Hanni eller Hannie är ett smeknamn för det ursprungligen hebreiska namnet Hanna (Channa) som troligen betyder behag eller nåd. Det kan även vara en kortform av Johanna.
Den 31 december 2014 fanns det totalt 275 kvinnor folkbokförda i Sverige med namnet Hanny, Hanni eller Hannie, varav 138 bar det som tilltalsnamn.
Under åren 1986–1992 hade Hanny namnsdag den 5 januari men namnet togs sedan bort ur almanackan. 

## Personer med namnet Hanny, Hanni eller Hannie
- Hanny Allston, australisk orienterare
- Hanni Beronius, svensk modell
- Hannie Rayson, australisk dramatiker
- Hanny Saputra, indonesisk filmregissör
- Hanny Schedin, svensk skådespelare